# کویر ماکه‌دیگادی
کویر ماکه‌دیگادی (انگلیسی: Makgadikgadi Pan) یک شوره‌زار واقع در منطقهٔ خشک میانی و شمال‌شرقی بوتسوانا است. کویر ماکه‌دیگادی بزرگترین کویر مسطح جهان است که زمانی تمام مساحت آن توسط دریاچه ماکه‌دیگادی پوشانده‌ شده بود. وسعت این محدوده کمی از کشور سوئیس بیشتر است و در ۱۰ هزار سال پیش از میلاد خشک و مبدل به شوره‌زار گردید.